# Jem
Jem (настоящее имя — Джемма Лорелей Дафни Джанин Гриффитс-Кэллоуэй; англ. Jemma Lauralay Daphnee Janine  Griffiths-Calloway; родилась 18 мая 1975 г. в г. Пенарт, Уэльс) — певица, автор-исполнитель, известная как Jem. Её дебютный альбом Finally Woken вышел в 2004 году, второй Down to Earth — в 2008.

## Биография
Родилась в семье Джордана Кэлловэя и Джаннель Гриффитс. У неё есть две сестры: Хлои и Джорджия и брат Джастин.
Первая популярность пришла к Jem в 2002 году после появления на одной из радиостанций Лос-Анджелеса её сингла Finally Woken, который вошёл в топ-5 среди заказываемых слушателями композиций. Певицей заинтересовались продюсеры, и вскоре был подписан контракт с лейблом ATO Records, где в 2004 году вышел её одноимённый дебютный альбом.
Следующим крупным успехом Jem стала композиция It’s Amazing (из второго альбома Down to Earth), вошедшая в саундтрек сериала Секс в большом городе.
Впоследствии песни Jem вошли в саундтреки других популярных телесериалов: «Отчаянные домохозяйки», «Клиент всегда мёртв», «Одинокие сердца» и др.

## Дискография
- Finally Woken (2004)
- Down to Earth (2008)
- Beachwood Canyon (2016)